# Rothenberg (Lemberg)
Der Rothenberg ist ein 420 m ü. NHN hoher Berg im Pfälzerwald.

## Geographie

### Lage
Der Berg befindet sich unmittelbar südlich des Siedlungsgebiets von Lemberg. Entlang seiner Westflanke entspringt der Rothenbach. An seiner Nordostflanke befindet sich der Laubbrunnen. Benachbarte Berge sind unter anderem das Schnapphahneck und der Haberkopf im Osten. Der Berg ist zudem Teil der Wasserscheide zwischen Oberrhein und Mosel.

### Naturräumliche Zuordnung
1. Großregion 1. Ordnung: Schichtstufenland beiderseits des Oberrheingrabens
2. Großregion 2. Ordnung: Pfälzisch-saarländisches Schichtstufenland
3. Großregion 3. Ordnung: Pfälzerwald
4. Region 4. Ordnung (Haupteinheit): Wasgau
5. Region 5. Ordnung: Südwestlicher Pfälzerwald

## Natur
Charakteristisch für den Berg sind seine umfangreichen Felsgebilde. An seinem Ostgrat befindet sich mit dem Rothenfelsen ein Naturdenkmal. Im Gipfelbereich befindet sich der Aussichtspunkt Gottfriedsruhe.

## Tourismus
Über den Berg verlaufen ein Wanderweg, der mit einem gelben Punkt gekennzeichnet ist und Dahn mit dem Kettrichhof verbindet sowie der als Rundweg verlaufende und als Premiumweg ausgezeichnete Rothenberg-Weg.